# Carly DeHoog
Carly DeHoog (ur. 14 października 1994) – amerykańska siatkarka, grająca na pozycji atakującej. Od sezonu 2020/2021 występuje we francuskiej drużynie RC Cannes.

## Sukcesy klubowe
Mistrzostwo Szwecji:
- 2019